# Кари (Грузия)
Кари (груз. ყარი) — село в Грузии, на территории Местийского муниципалитета края (мхаре) Самегрело-Верхняя Сванетия.

## География
Село находится в северо-западной части Грузии, на правом берегу реки Ненскры (правый приток Ингури), на расстоянии приблизительно 43 километров (по прямой) к западу от посёлка городского типа Местиа, административного центра муниципалитета. Абсолютная высота — 991 метр над уровнем моря.

## Население
По результатам официальной переписи населения 2014 года в Кари проживало 180 человек (96 мужчин и 84 женщины). В национальной структуре населения грузины составляли 100 %.
| Год  | Население, человек |
| ---- | ------------------ |
| 2002 | 215                |
| 2014 | ↘ 180              |